# Alain Devos
Alain Devos (13 oktober 1962) is een Belgische autojournalist en hoofdredacteur.
Devos studeerde Communicatiewetenschappen aan de VUB. Als journalist begon hij in 1987 als freelancer, onder meer voor De Morgen. In 1999 begon De Persgroep met een nieuw magazine Auto (later AutoWereld), waar Devos van bij het begin bij betrokken was. Eerste werkte hij er nog als losse medewerker, later dat jaar als redacteur en in het najaar al als hoofdredacteur. Hij bleef actief bij AutoWereld toen het tijdschrift in 2004 door De Persgroep werd verkocht aan ProduPress. Toen in 2020 Tony Verhelle stopte als hoofdredacteur van AutoGids, een zusterblad van AutoWereld bij ProduPress, werd Devos ook bij AutoGids hoofdredacteur.